# Zavyalovo
Zavyalovo (russe : Завья́лово, oudmourte : Дэри, Deri) est une commune rurale et le centre administratif du raïon de Zavyalovo de la république d'Oudmourtie en Russie.

## Présentation
Zavyalovo est situé en bordure de la rivière Zavyalovka, à 16 kilomètres au sud-est d'Ijevsk.
Le village a été fondé en 1750. Ses habitants sont principalement des Oudmourtes, des Russes, des Tatars et des Ukrainiens. 
Zavyalovo est devenu le centre du raïon en 1937.
Il existe une liaison routière de Zavjalovo à Ijevsk et au port de Goljany sur les rives de la Kama.
Une entreprise agricole, un atelier d'usinage et une entreprise de transformation du bois opèrent dans le village. Les services comprennent un collège, un centre de loisirs pour enfants, un centre culturel, une bibliothèque et un hôpital de district.

## Démographie
La population de Zavyalovo a évolué comme suit:
| 1959  | 1970  | 1979  | 1989  |
| ----- | ----- | ----- | ----- |
| 2 208 | 3 156 | 4 757 | 6 830 |

| 2002  | 2010  | 2012  | 2021   |
| ----- | ----- | ----- | ------ |
| 7 457 | 8 986 | 9 243 | 11 066 |

## Galerie

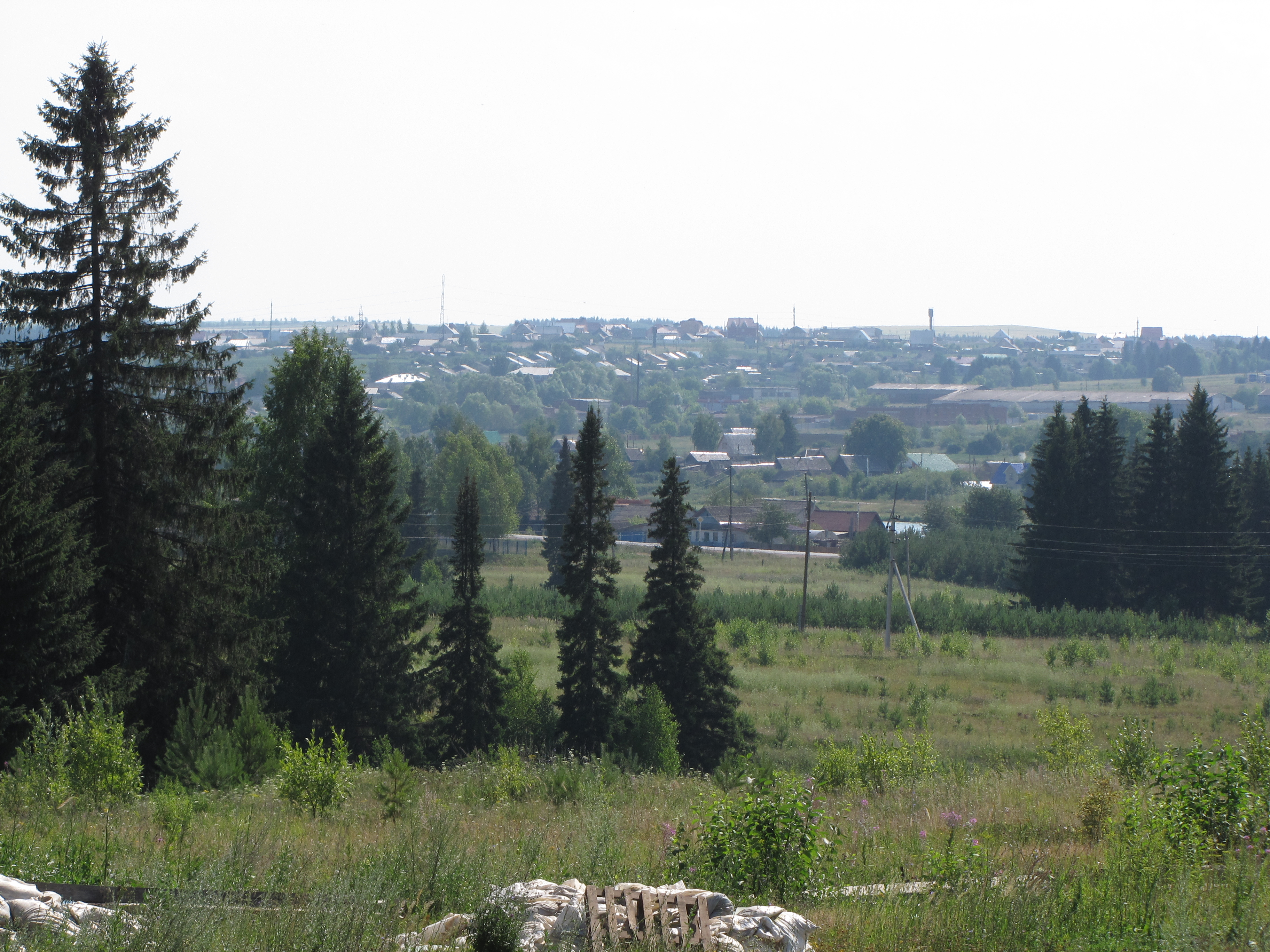
Ijevsk.
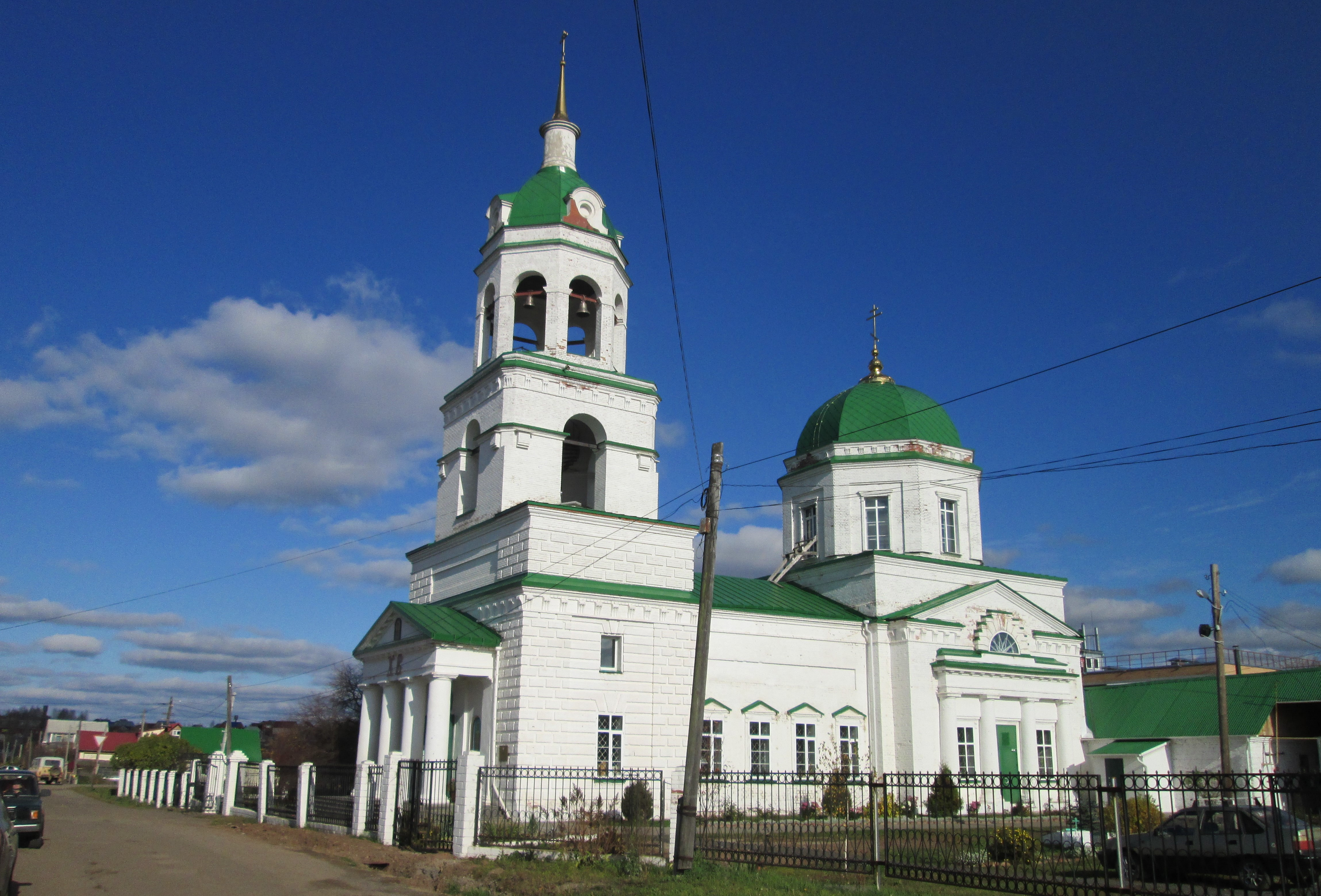
Église Saint-Nicolas le Merveilleux.